# Resolució 1538 del Consell de Seguretat de les Nacions Unides
La Resolució 1538 del Consell de Seguretat de les Nacions Unides fou adoptada per unanimitat el 21 d'abril de 2004. Després d'expressar la seva preocupació per l'administració i la gestió del Programa Petroli per Aliments a Iraq, el Consell va ordenar una comissió per investigar el tema.
El Consell de Seguretat va expressar la seva voluntat de veure una investigació sobre les denúncies que el Govern de l'Iraq havia evitat les disposicions de la Resolució 661 (1990) a través de suborns, retrocomissions, recàrrecs sobre vendes de petroli i pagaments il·lícits pel que fa a compres de béns humanitaris. Addicionalment, hi havia informes de mitjans de comunicació que va haver-hi corrupció i frau durant la gestió i administració del Programa, establert a la Resolució 986 (1995). Les denúncies van aparèixer per primer cop al gener del 2004 al diari iraquià Al Mada, que va al·legar que 270 ex funcionaris del govern, activistes i periodistes de 46 països s'havien aprofitat del Programa. El Consell va reafirmar que les activitats il·legals dutes a terme per representants de les Nacions Unides eren inacceptables.
La resolució va acollir amb beneplàcit l'establiment d'una investigació independent d'alt nivell sobre el tema pel Secretari General Kofi Annan i va destacar la necessitat d'una cooperació plena amb la investigació de l'Autoritat Provisional de la Coalició, funcionaris i personal de les Nacions Unides, l'Iraq i tots els Estats membres.